# Tiro
Tiro (en árabe: صور‎ Ṣūr) es una ciudad situada en el sur del Líbano. Con 117 100 habitantes, Tiro se encuentra en la costa oriental del mar Mediterráneo, unos 37 km al norte de Acre, y 32 km al sur de Sidón. El nombre de la ciudad significa ‘roca’. A sus habitantes se les denomina «tirios» en español. La ciudad fue declarada Patrimonio de la Humanidad por la Unesco en 1984, por sus vestigios arqueológicos de diversas civilizaciones.

## Toponimia
- صور (Ṣūr) en árabe
- (Ṣur) en fenicio
- צור (Tzor) en hebreo
- Ṣurru en acadio
- Τύρος (Týros) en griego

## Geografía
La antigua Tiro se halla en la Fenicia meridional a poco más de 70 km al sur de Beirut y a 35 km al sur de Sidón, casi a la mitad del camino entre Sidón al norte y Acre al sur, y a algunos kilómetros al sur del río Litani, el Leontes de las fuentes clásicas.
Tiro tenía dos zonas, una insular y la otra continental. La isla estaba situada sobre un montículo, de nombre Sr o Sur, que significa ‘la roca’ en fenicio. La ciudad estaba separada del continente por un estrecho de 500 a 700 metros de anchura, posteriormente unida a la zona continental por un istmo artificial, obra de Alejandro Magno, construido cuando asedió la ciudad en el 332 a. C. La isla estaba dotada de dos puertos, uno al norte, el puerto sidonio, y otro al sur, el puerto egipcio.
Partiendo de Tiro hacia el norte, en dirección a Sidón, se pasa cerca de la fuente 'Ain Babouq, después cerca de la fuente termal 'Ain Habrian, y por fin se llega a Naher el Qasmiyé que es la parte sur del Nahr el Litani. Este río constituía la frontera norte entre el reino de Tiro y el de Sidón cuando se separaron, pero la frontera norte se adelantó a este río muchas veces y se extendió hasta Sarepta e incluso un poco más a veces.
Hacia el sur, partía de Tiro una carretera costera muy importante que pasaba por Tell el Rachidieh y Ras el 'Ain. Algunos historiadores especialistas, han identificado esta última con Paleotiro o Ushu, pero esta identificación no ha excluido las otras posibilidades. La carretera franqueaba Ras el Abyad que, a la izquierda llevaba a Oum El Amed, situada sobre una colina a una decena de metros sobre la carretera costera que, hacia el sur, pasaba por Akzib, Acre y su llanura, para llegar finalmente a Haifa y el monte Carmelo que constituía la frontera sur del reino de Tiro.

### Clima
El clima es mediterráneo con veranos cálidos e inviernos frescos. Gracias a su clima los inviernos son muy lluviosos en cambio los veranos son muy secos, los otoños son suaves y las primaveras agradables.
| Parámetros climáticos promedio de Tiro | Parámetros climáticos promedio de Tiro | Parámetros climáticos promedio de Tiro | Parámetros climáticos promedio de Tiro | Parámetros climáticos promedio de Tiro | Parámetros climáticos promedio de Tiro | Parámetros climáticos promedio de Tiro | Parámetros climáticos promedio de Tiro | Parámetros climáticos promedio de Tiro | Parámetros climáticos promedio de Tiro | Parámetros climáticos promedio de Tiro | Parámetros climáticos promedio de Tiro | Parámetros climáticos promedio de Tiro | Parámetros climáticos promedio de Tiro |
| Mes                                    | Ene.                                   | Feb.                                   | Mar.                                   | Abr.                                   | May.                                   | Jun.                                   | Jul.                                   | Ago.                                   | Sep.                                   | Oct.                                   | Nov.                                   | Dic.                                   | Anual                                  |
| -------------------------------------- | -------------------------------------- | -------------------------------------- | -------------------------------------- | -------------------------------------- | -------------------------------------- | -------------------------------------- | -------------------------------------- | -------------------------------------- | -------------------------------------- | -------------------------------------- | -------------------------------------- | -------------------------------------- | -------------------------------------- |
| Temp. máx. media (°C)                  | 14                                     | 12.1                                   | 16.1                                   | 18.2                                   | 22                                     | 25.6                                   | 28.8                                   | 29                                     | 27.3                                   | 23                                     | 18.1                                   | 15                                     | 20.8                                   |
| Temp. mín. media (°C)                  | 3.2                                    | 3.6                                    | 6.1                                    | 9.6                                    | 12                                     | 15.4                                   | 17.5                                   | 15                                     | 12.4                                   | 9.5                                    | 7                                      | 4.1                                    | 9.6                                    |
| Precipitación total (mm)               | 144                                    | 122                                    | 89                                     | 46                                     | 16                                     | 0                                      | 1                                      | 0                                      | 3                                      | 27                                     | 76                                     | 133                                    | 657                                    |
| Días de lluvias (≥ 0.1 mm)             | 12                                     | 10                                     | 9                                      | 6                                      | 3                                      | 0                                      | 1                                      | 0                                      | 1                                      | 3                                      | 7                                      | 12                                     | 64                                     |
| Horas de sol                           | 181                                    | 200                                    | 216                                    | 244                                    | 260                                    | 300                                    | 330                                    | 316                                    | 288                                    | 227                                    | 217                                    | 199                                    | 2978                                   |
| [cita requerida]                       |                                        |                                        |                                        |                                        |                                        |                                        |                                        |                                        |                                        |                                        |                                        |                                        |                                        |

## Historia

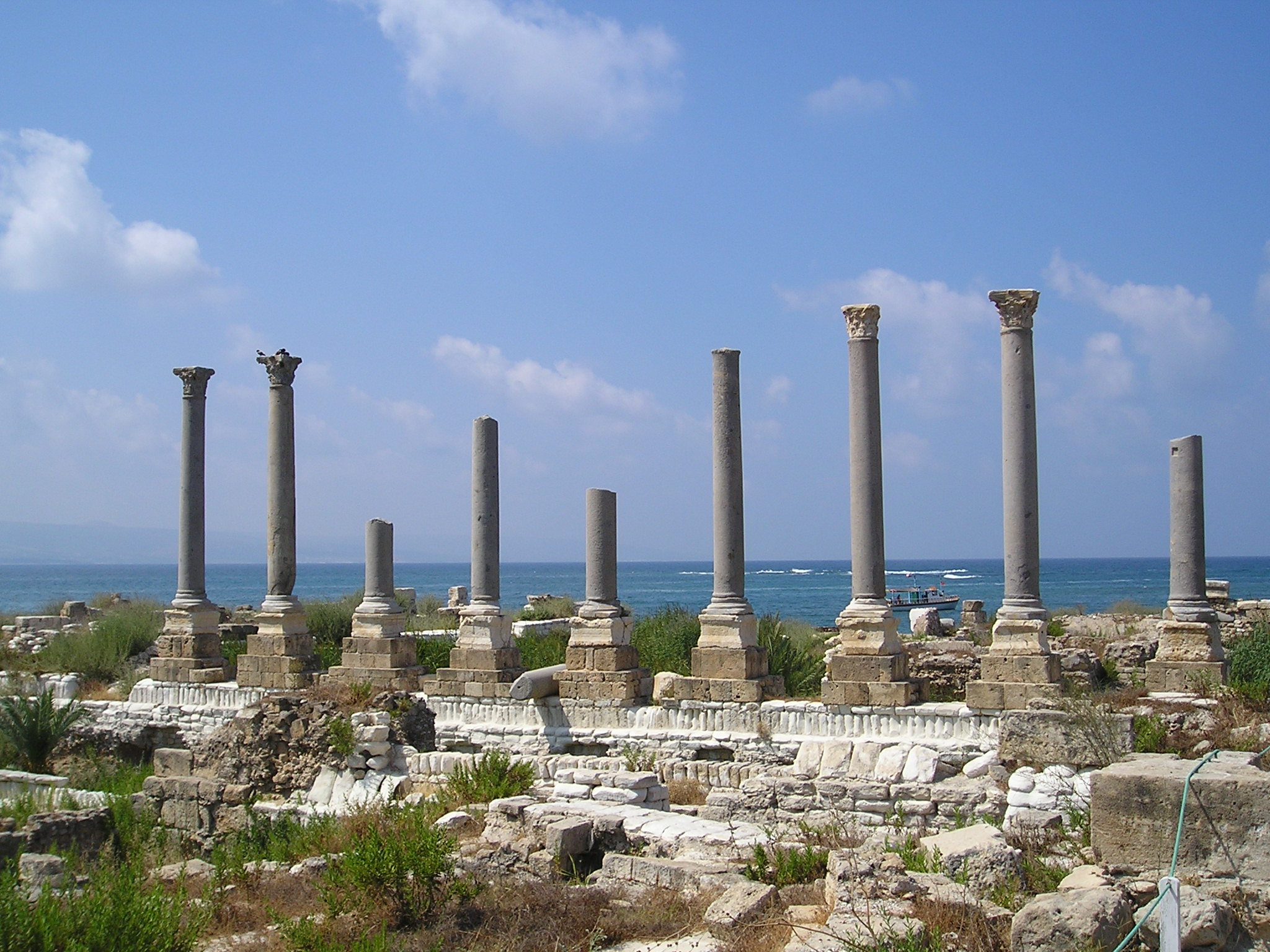
Tiro fue declarada Patrimonio de la Humanidad en 1984

Tiro fue la más importante de las ciudades de Fenicia, fundada al mismo tiempo que Sidón (hoy Sayda), Biblos (hoy Iubail) y Beritos (hoy Beirut), en el III milenio a. C.

La situación de la ciudad de Tiro no ofrece dudas, está en el lugar conocido como Sur.

Tiro originalmente consistía en dos distintos centros urbanos, uno en una isla y el otro en la costa adyacente ―aproximadamente a 30 estadios (5,6 km) según Estrabón en su Geografía xvi, 2―, antes de que Alejandro Magno conectase la isla con la costa durante su asedio de la ciudad.
Era una ciudad isleña fuertemente fortificada en medio del mar (con muros defensivos de 45 m de altura) y la más antigua, originalmente llamada Ushu (Palaetiro, para los griegos) era en realidad más una línea de suburbios que una ciudad y fue usada principalmente como una fuente de agua y madera para la ciudad en la isla. Flavio Josefo indica que hasta incluso lucharon entre ellos, aunque la mayor parte del tiempo se aliaron debido a la riqueza de la ciudad isleña por su comercio marítimo y sus bosques de madera de cedro, y agua potable de la zona continental.

### Fundación
Tiro surge sobre el 1300 a. C., aunque según Heródoto fue fundada alrededor del 2700 a. C. Filón de Biblos (en Eusebio de Cesarea) cita a Sanjuniatón quien comenta que primero estuvo ocupada por Hypsuranius. En la obra de Sanjuniatón se dice que estaba dedicada a «Abibalus, rey de Beritos» (posiblemente Abibaal, el que fue rey de Tiro y posteriormente rey de Sarra).

### Historia temprana

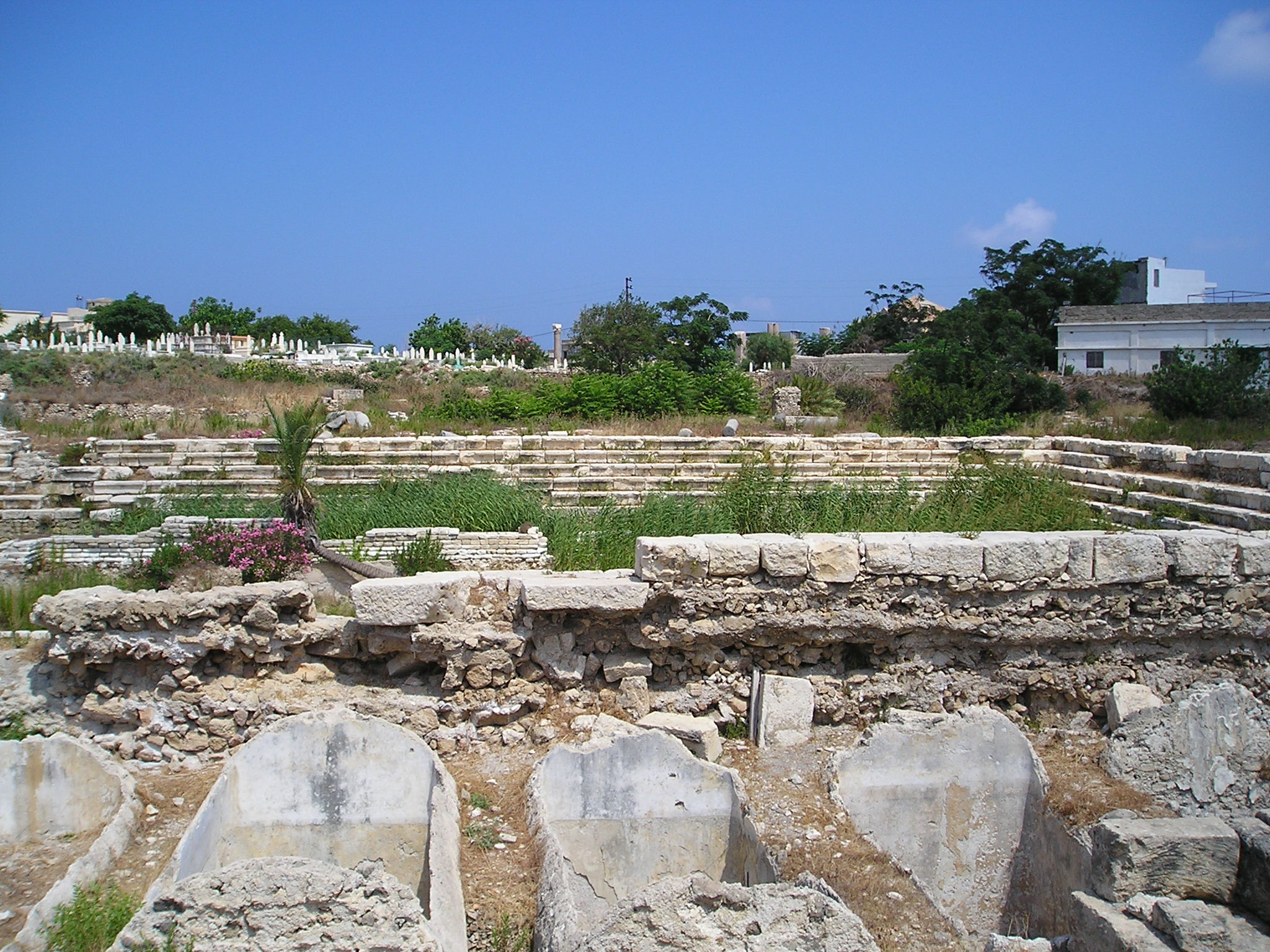
Teatro rectangular en Al Mina.

El comercio del mundo antiguo era almacenado en Tiro.

Los comerciantes tirios fueron los primeros que se aventuraron a navegar en las aguas mediterráneas; Fue un puerto importante de Fenicia, alcanzando gran prosperidad económica; de él salieron barcos para fundar numerosas colonias a orillas del Mediterráneo con el propósito de dominar el comercio marítimo, fundando colonias en las costas e islas cercanas del mar Egeo, en Grecia, la costa norte de África, Cartago, Sicilia, Córcega, en la ibérica Tartessos, e incluso más allá de las columnas de Hércules, en Gadeira (Cádiz).
Driver's Isaiah[cita requerida]

Los mismos tirios llamaban a su ciudad Sor o Sur (que quiere decir ‘roca’), y los hebreos la llamaron Tsor. Los griegos la llamaron Tor o Tir, y los romanos adoptaron este mismo nombre, aunque a veces se la ve nombrada como Sara o Sarra.
Heródoto menciona que los persas creían que un grupo de cretenses raptó a la hija del rey de Tiro, llamada Europa, y la llevó a Creta; esto, si bien es una racionalización del mito del rapto de Europa, muestra algunos roces que fenicios y pueblos del Egeo mantuvieron. La ciudad fue poblada desde el III milenio a. C. y en el siglo XVI a. C. fue conquistada por Tutmosis I. En el siglo XIV a. C. se alió con Egipto, independizándose de Sidón. Estuvo en manos de los egipcios hasta la época de Ramsés II (siglo XIII a. C.). Hacia el 1190 a. C. fue repoblada por gente de Sidón. En el siglo IX a. C. sometió a su antigua metrópoli, para luego pasar a ser tributaria de Asiria.
En tiempos del rey David (c. 1000 a. C.), se estableció una alianza entre los hebreos y tirios, que tiempo atrás eran gobernados por sus reyes nativos.
La ciudad de Tiro fue célebre por la producción de un tipo único de tinte púrpura, conocido como púrpura tiria. Este color era, en muchas culturas de la antigüedad, reservado para uso exclusivo de la realeza o, al menos, de la nobleza.
A partir del siglo X a. C. ejerció la hegemonía sobre las ciudades fenicias, que duró hasta el siglo VI a. C. Su apogeo fue bajo el rey Hiram I (que embelleció la ciudad en la parte insular), pero hay que mencionar también a Itobaal I (887-856 a. C.) la hija del cual se casó con el rey Ajab de Israel, el rey Pigmalión (821 a 774 a. C.) en tiempos del cual algunos colonos dirigidos por Dido marcharon a fundar Cartago (814 a. C.).
La influencia asiria se notó en el siglo VIII a. C. y especialmente en el siglo VII a. C. En esta época Tiro y Sidón fueron un único reino, pero después se separaron. En el 672 a. C. fue asediada por Esarhaddon, y en el 668 a. C.-667 a. C. por Asurbanipal, pero no pudieron conquistarla. Fue atacada por Egipto a menudo. Durante cinco años fue sitiada por Salmanasar V, que fue ayudado por los fenicios de tierra firme.
Durante el reinado de Itobaal III (591-572 a. C.), la ciudad (la parte de la costa) fue asediada y ocupada por Nabucodonosor II de Babilonia, durante trece años sin éxito, aunque un acuerdo de paz fue hecho en el cual Tiro pagó tributo a los babilonios; hecho del que hay un relato del profeta Ezequiel (574 a. C.). La ciudad fue destruida por hasta Nabucodonosor y ahí se cumplió parte de la profecía. Los supervivientes hicieron nueva ciudad amurallada en la isla cercana. Posteriormente Alejandro Magno utilizó los escombros de la ciudad para hacer un puente hasta el nuevo asentamiento amurallado en la isla. Ahí se cumplió resto de la profecía, la cual relata que los escombros irían al mar como tendedero de redes.
La ciudad se extendía entonces hasta el río Leontes al norte y la fuente de Ras al-Ain al sur, es decir, un espacio de unos 10 o 12 km, formado por una fértil llanura. La ciudad en la isla fue de fundación posterior, seguramente después de Nabucodonosor. Parece que llegó a tener unos 40 000 habitantes. En la isla, en especial, cabe mencionar una gran plaza pública que los griegos llamaron Eurycoros, construida por Hiram III. Dos puertos servían a la poderosa marina de Tiro, el del norte y el del sur.
Después de la conquista de Babilonia adoptó la forma republicana de gobierno. En el 538 a. C. pasó a depender del Imperio aqueménida. En el 345 a. C. se rebeló, pero fue conquistada por Artajerjes III de Persia.
Asediada por Alejandro Magno a finales del 333 a. C., este construyó un istmo artificial con las piedras de la ciudad vieja de Tiro y otros materiales fácilmente al alcance; fue laborioso porque las tormentas destruían a menudo parte de la construcción, y cuando ya estaba cerca de la isla, eran los soldados de Tiro los que con flechas y proyectiles impedían los trabajos; los macedonios construyeron unas torres de madera, pero los tirios las incendiaron y destruyeron en una salida de sus naves y al final una gran tormenta destruyó todo el trabajo; Alejandro decidió comenzar de nuevo, hacer un istmo más amplio y en diagonal suroeste, y además reclutó una flota en Sidón, Soli, Mallos y otras ciudades (toda Fenicia estaba ya en manos de Alejandro); mientras se hacía el istmo hizo una incursión en Celesiria y capturó árabes que envió a talar madera a las montañas del Líbano; cuando Alejandro volvió al istmo ya estaba muy avanzado y los intentos de los tirios por destruirlo, a pesar de algún éxito parcial, habían fracasado. Los tirios enviaron las mujeres, ancianos y niños a Cartago y cerraron las bocas de sus dos puertos. Alejandro llevó máquinas de guerra. Después de una lucha feroz, Alejandro ocupó la ciudad. Los tirios resistieron casa por casa, y Alejandro hizo matar a ocho mil defensores. Dos mil tirios fueron crucificados como venganza por la muerte de algunos macedonios, y otros treinta mil fueron vendidos como esclavos. El rey y los magistrados fueron respetados. El asedio duró siete meses y la ciudad cayó en julio del 332 a. C. La ciudad fue repoblada con colonos de Caria.
La ciudad fue otra vez asediada por Antígono I Monoftalmos en el 315 a. C., quien la tomó un año más tarde.
Formó parte del Imperio seléucida (198 a. C.). En el 126 a. C., Tiro recuperó su independencia de los seléucidas y le fue permitido permanecer libre cuando el área circundante se convirtió en la provincia romana de Siria (64 a. C.).

### Historia posterior

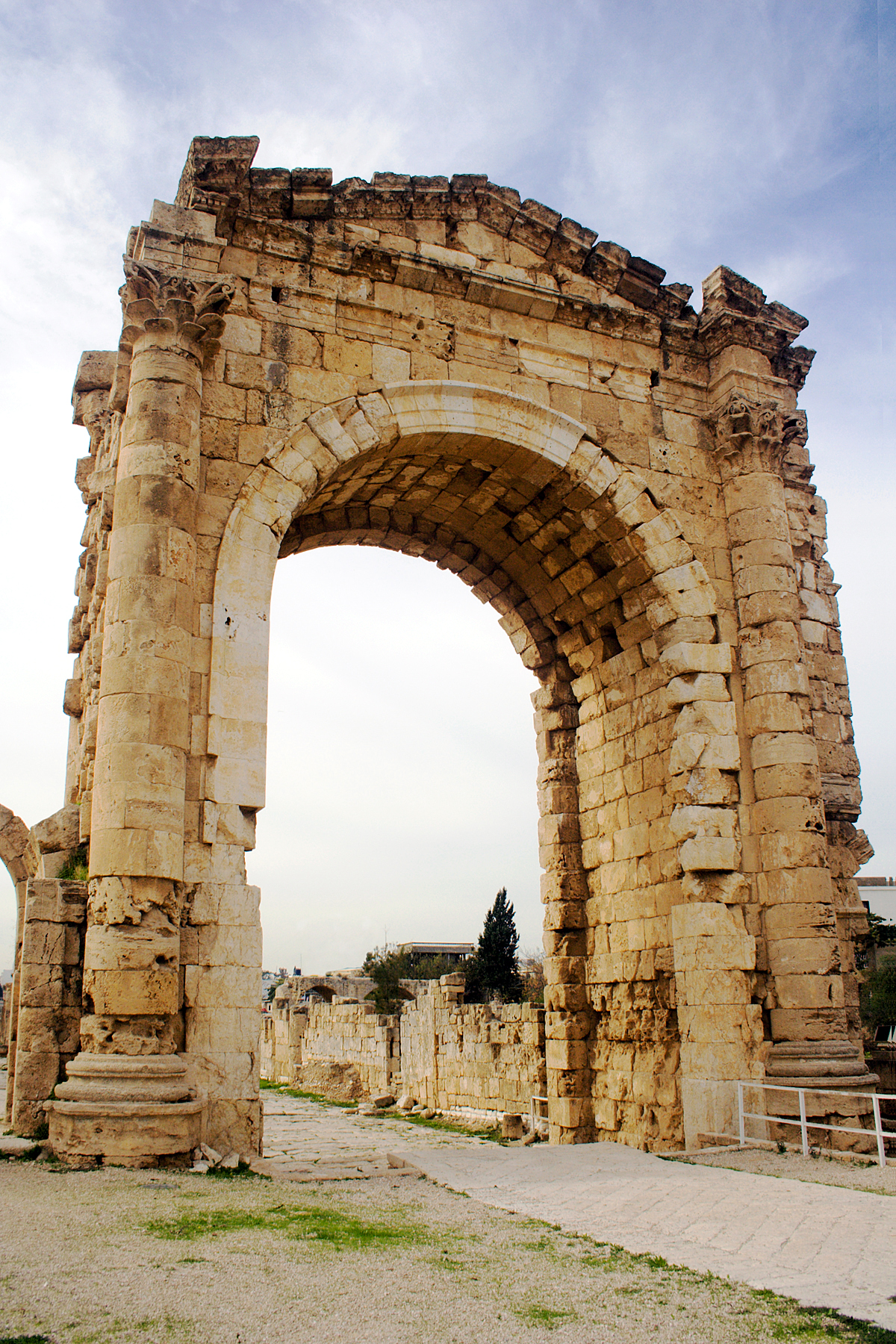
El arco del triunfo de Tiro, realizado el.

Una congregación cristiana fue fundada tras la muerte de San Esteban, y San Pablo de Tarso, al regresar de su tercer viaje misionero, residió una semana para poder conversar con los discípulos de lugar. Según san Ireneo de Lyon en Adversus Haereses, la compañera de Simón el Mago vino de Tiro.
En 395 fue parte del Imperio bizantino hasta que en 638 fue ocupada por los árabes. En 1098 cayó en poder de los turcos selyúcidas, y en 1124 de los cruzados, en manos de los cuales permaneció hasta 1291. Fue capturada en 1124 tras la primera Cruzada y fue una de las más importantes ciudades del Reino de Jerusalén. Formó parte del dominio real, aunque también había colonias comerciales autónomas de mercaderes italianos. La ciudad fue sede del Arzobispo de Tiro, dependiente del Patriarcado Latino de Jerusalén; sus arzobispos, a menudo, accedieron al patriarcado. El más notable de los arzobispos latinos fue el historiador Guillermo de Tiro.
Tras la caída de Jerusalén, a manos de Saladino en 1187, la capital del reino se trasladó a Acre, pero se mantuvieron en Tiro las ceremonias de coronación. En el siglo XIII, Tiro fue separada del dominio real como un señorío cruzado. En 1291, fue vuelto a capturar por los mamelucos que fueron seguidos por un gobierno otomano antes de que fuera declarado el moderno estado de Líbano en 1920. Entonces entró en decadencia hasta resurgir ligeramente en tiempos del emir libanés Fakhr al-Din, en el siglo XVII. Después de la Primera Guerra Mundial pasó a Francia, dentro del mandato de Siria, luego dentro del Gran Líbano, después simplemente del Líbano.

### Bombardeo israelí

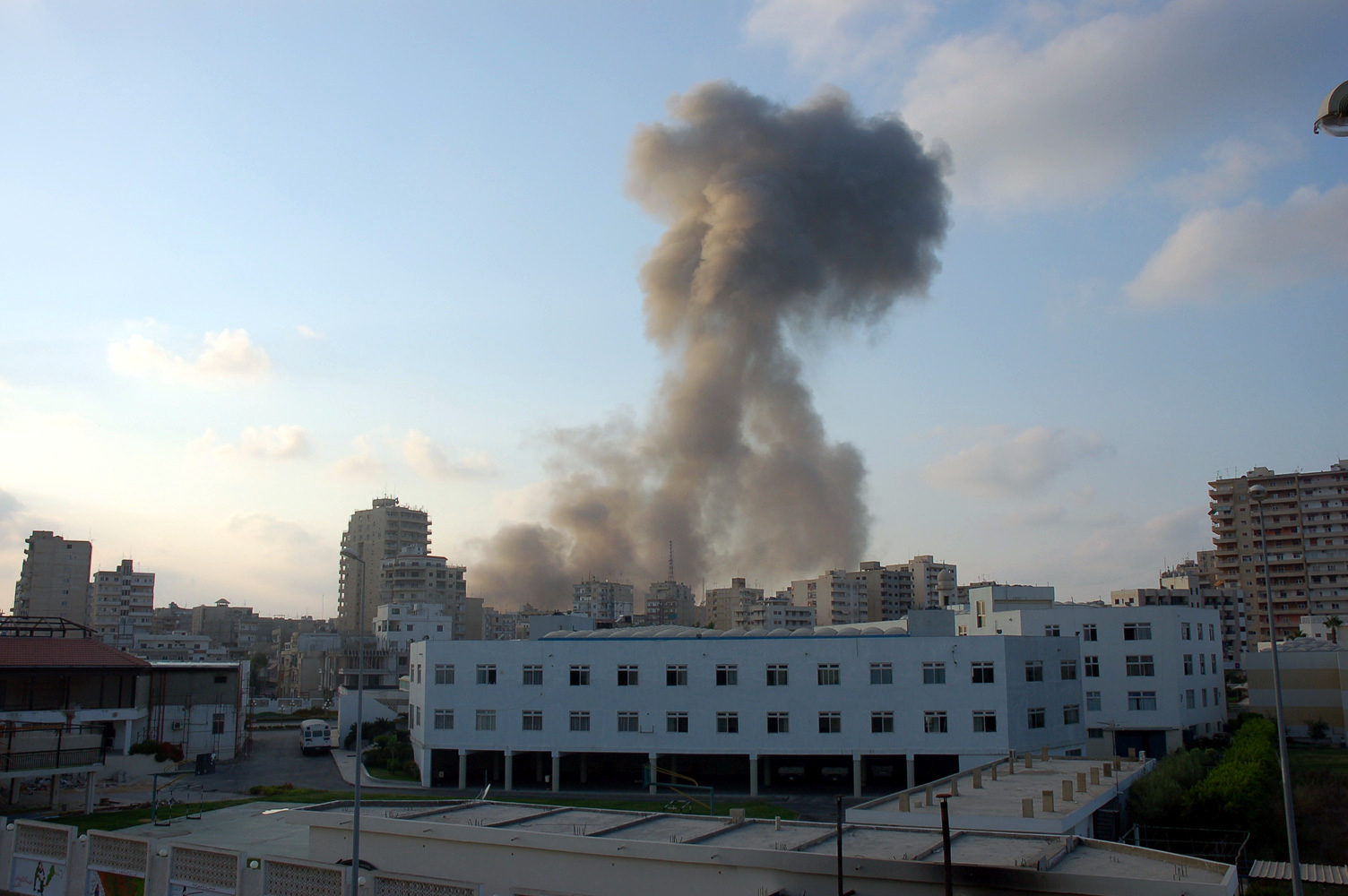
Ataque aéreo israelí sobre la ciudad el 26 de julio de 2006.

Tiro fue gravemente dañada a finales de los años setenta (Operación Litani) y ochenta, durante la Guerra del Líbano de 1982 entre Israel y la OLP (Organización para la Liberación de Palestina). La ciudad fue utilizada como base militar por la OLP, y bombardeada por la artillería israelí.
En noviembre de 1983, la ciudad fue nuevamente bombardeada por los israelíes destruyendo numerosos edificios y ocasionando docenas de muertos. En ese mismo año, un coche bomba explotó en Tiro; Israel y Estados Unidos culparon a Irán y a Hezbolá, pero ellos negaron haber ocasionado la explosión.
Durante la Guerra del Líbano de 2006, se localizaban en los alrededores de la ciudad varios lanzamisiles de Hezbolá para atacar Israel. Por lo menos una localidad cerca de la ciudad fue bombardeada por Israel, causando varias muertes civiles y perjudicando el suministro alimentario a Tiro. Los comandos navales israelíes atacaron por mar a los blancos de Hezbollah dentro de la ciudad.